# Ф
Cette page contient des caractères spéciaux ou non latins. S’ils s’affichent mal (▯, ?, etc.), consultez la page d’aide Unicode.
Pour les articles homonymes, voir O barré.

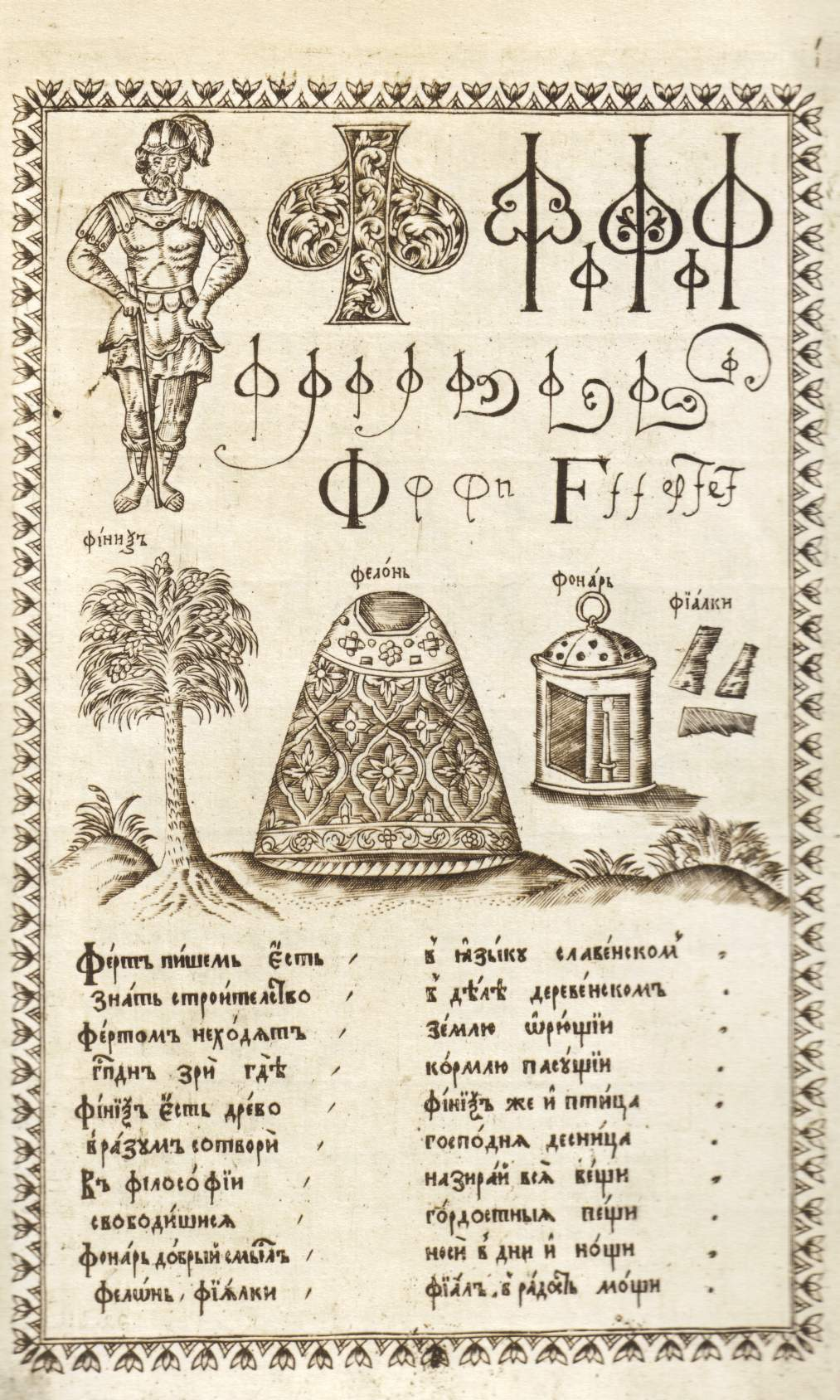
Les formes du ef dans l’Alphabet de Karion Istomin de 1694.

Ef (capitale Ф, minuscule ф) est une lettre de l'alphabet cyrillique.

## Linguistique
Ф représente en cyrillique le son /f/, une consonne fricative labio-dentale sourde. Ce son n'est pas traditionnel des langues slaves, ce qui explique sa rareté dans l'orthographe des langues slaves actuelles. Il était anciennement remplacé par п [p]. 

## Histoire
Ef dérive directement de la lettre grecque phi (Φ), elle-même dérivée de la lettre ṭēth (𐤈) et de la lettre qōp (𐤒) de l'alphabet phénicien.
En outre, elle a remplacé la lettre fita (Ѳ) dans la version russe de l'alphabet cyrillique depuis 1918. Comme la fita a servi à transcrire le théta grec θ, l'on retrouve ф là où d'autres langues écrivent th : comparer Фёдор / Théodore.
À la différence du phi grec, elle est translittérée par « f » et non par « ph », même si la lettre F provient de la lettre digamma et qu'elle n'a aucune relation avec la lettre grecque phi ni la lettre Ф.

## Représentation informatique
- Unicode :
  - Capitale Ф : U+0424
  - Minuscule ф : U+0444

## Sources
- (en) Isaac Taylor, The alphabet: an account of the origin and development of letters, vol. 2, Londres, Kegen Paul, Trench & Co., 1883 (lire en ligne)